# Балджихув
Балджихув (пол. Bałdrzychów) — село в Польщі, у гміні Поддембиці Поддембицького повіту Лодзинського воєводства.
Населення — 508 осіб (2011).
У 1975-1998 роках село належало до Серадзького воєводства.

## Демографія
Демографічна структура станом на 31 березня 2011 року:
|          | Загалом | Допрацездатний вік | Працездатний вік | Постпрацездатний вік |
| -------- | ------- | ------------------ | ---------------- | -------------------- |
| Чоловіки | 246     | 51                 | 171              | 24                   |
| Жінки    | 262     | 50                 | 153              | 59                   |
| Разом    | 508     | 101                | 324              | 83                   |